# Alexander (Nowy Jork)
Alexander – miasto w Stanach Zjednoczonych, w stanie Nowy Jork, w hrabstwie Genesee.